# سوما-كو
سوما-كو (باليابانية: 須磨区) هو حي في اليابان، يقع في كوبه، بلغ عدد سكانه 160,197 نسمة وذلك حسب إحصائيات سنة 2017، تبلغ مساحته 28.93 كيلومتر مربع.

## أعلام
- كازيا إيتشيجو
- إيشيهارا شنتارو